# Альоша Кунаць
Альоша Кунаць (18 серпня 1980) — хорватський ватерполіст.
Учасник Олімпійських Ігор 2008 року. Чемпіон світу 2007 року.